# Personaggi di Digimon Adventure

Undici dei dodici Digiprescelti protagonisti di Adventure, da sinistra a destra: nella prima fila in alto Izzy e Joe; in seconda fila Sora, Mimi, Tai e Matt; in terza fila Yolei con Poromon, Davis con DemiVeemon e TK con Patamon; in basso Cody con Upamon e Kari

Il seguente è un elenco dei personaggi che compaiono nella serie anime dedicata al media franchise giapponese Digimon, Digimon Adventure e nei suoi seguiti Digimon Adventure 02 e Digimon Adventure tri..

## Digiprescelti

### Meiko Mochizuki
Doppiata da Miho Arakawa
Meiko Mochizuki (望月 芽心?, Mochizuki Meiko) è una misteriosa digiprescelta originaria di Tottori che si è trasferita nella scuola di Tai. Ha un carattere timido e gentile, il suo partner è Meicoomon. Ha ricevuto il proprio Digivice quando Meicoomon un giorno apparve davanti a lei quando era una bambina. In Digimon Adventure Tri. ha una sua personale image song intitolata "Mebaeta Tsuyosa".

#### Meicoomon
Meicoomon (メイクーモン?, Meikuumon) è un Digimon gatto Maine Coon di livello Campione, partner di Meiko, che si scopre essere stato infettato da tempo da un misterioso virus che rende i Digimon feroci. Dopo essere stata salvata dagli altri Digiprescelti dall'attacco di Alphamon, lei e la sua partner sono stati accolti nel gruppo. Tuttavia, dopo il tentativo di Gennai di catturarla con l'aiuto di Imperialdramon, Meicoomon soccombe all'infezione e digievolve Meicrackmon. Nonostante abbia subito il reboot di Digiworld, ha mantenuto i propri ricordi di Meiko. Nel quinto film viene detto che Meicomoon è stata generata da un frammento di Apocalymon e di essere quindi la sua ultima emanazione rimasta, dopo la sconfitta dei Padroni delle Tenebre. In Digimon Adventure Tri. possiede una personale image song, intitolata "Uraomote Crossroad". È doppiata in giapponese da Yukiko Morishita.

##### Meicrackmon Vicious Mode
Meicrackmon Vicious Mode (メイクラックモンヴィシャスモード?, Meikurakkumon Vishasu Mōdo) è una forma corrotta di Meicoomon al livello Evoluto che appare nel terzo film della serie Digimon Adventure tri., molto più forte e aggressiva.

##### Raguelmon
Raguelmon (ラグエルモン?, Raguerumon) è un Digimon di livello Mega, ulteriore evoluzione di Meicrackmon. Il suo nome deriva da Raguel, uno dei sette Arcangeli della tradizione giudaica. 
Appare nel quinto film della serie Adventure tri., dopo che Meicrackmon viene attaccata da Jesmon.

##### Ordinemon
Ordinemon (オルディネモン?, Orudinemon) è un Digimon di livello Mega nato dalla DNAdigievoluzione di Raguelmon con Ophanimon Falldown Mode. Il nome è tratto dalla parola italiana "ordine" e gioca sulla frase "Nuovo Ordine Mondiale".
Compare per la prima volta alla fine del quinto film della serie Adventure tri.. Si tratta di un Digimon potentissimo, la cui formazione causa un blackout globale nel mondo reale.

## Gennai
Gennai (ゲンナイ?) è il protettore dei ragazzi in Digimon Adventure e di tutti i Digiprescelti del Giappone in Adventure 02.
Gennai è un misterioso essere che i Digiprescelti incontrano la prima volta dopo la battaglia contro Devimon. L'uomo asserisce di essere composto di dati, ma al contempo di non possedere gli stessi attributi dei Digimon. Gennai appare per la prima volta ai Digiprescelti come un uomo molto vecchio, ma quando Kari viene posseduta dai poteri della luce e permette ai Digiprescelti di dare un'occhiata alla storia di Digiworld, lui appare come un uomo piuttosto giovane che indossa una veste con cappuccio, apparentemente uno tra i tanti della sua specie. Gennai e il suo gruppo furono coloro che crearono i Digivice, i Digimedaglioni e le Digipietre, nonché coloro che scelsero i bambini prescelti. Presto, tuttavia, i Padroni delle Tenebre scoprirono i loro piani e Piedmon, insieme a un esercito di Guardromon e Mekanorimon, invase e distrusse la base segreta, uccidendo tutti tranne Gennai. Piedmon rubò i Digimedaglioni e le Digipietre, ma Gennai lo interruppe, attaccandolo con una spada. Piedmon inserì quindi una misteriosa sfera nera all'interno di Gennai prima che questi saltasse su un Mekanorimon, calciasse via il Bakemon che lo guidava e fuggisse via con le Digiuova dei Digimon prescelti e i Digivice. Durante la fuga, Gennai fece cadere un uovo - quello di Gatomon - che successivamente si sarebbe schiuso e sarebbe cresciuto da solo. Lo scopo della misteriosa sfera nera non è mai stato ufficialmente spiegato durante le serie o da alcuno dei membri dello staff di produzione delle serie. Molti fan credono che la sfera abbia causato l'invecchiamento di Gennai, fino a farlo diventare l'uomo anziano che i Digiprescelti incontrano nella prima serie.
Successivamente, la base segreta di Gennai divenne il castello di Myotismon.
A un certo punto dopo gli eventi di Adventure, Gennai richiama i Digiprescelti a Digiworld e gli chiede di rilasciare il potere delle loro Digipietre per aggiungere un altro strato di protezione al mondo digitale. I Digiprescelti non ci pensano due volte ed eseguono, a scapito delle Digievoluzioni dei loro Digimon oltre il livello campione.
Nella seconda serie, Gennai torna ringiovanito e aiuta i Digiprescelti durante il loro giro intorno al mondo, ridando agli otto Digiprescelti originali la loro abilità di digievolvere oltre il livello campione.
Nella terza serie, una versione oscura di Gennai funge da antagonista. Nel secondo film, vestendo i panni dell'Imperatore Digimon, entra nel mondo reale diverse volte e infine cattura Meicoomon, trascinandola dentro una distorsione.
È doppiato in giapponese da Jōji Yanami da anziano e Hiroaki Hirata da giovane e in italiano da Mario Milita da anziano e da Carlo Reali in Digimon - Il film, mentre da giovane gli prestano la voce rispettivamente Fabrizio Temperini nell'episodio 45 di Adventure e Fabrizio Vidale in Adventure 02.

## Spirito di Dati/Homeostasis
Lo Spirito di Dati (chiamato Homeostasis in Tri) è una misteriosa entità che si presenta per la prima volta nell'episodio 45 di Digimon Adventure, WarGreymon contro MetalGarurumon.
Mentre è in atto la lotta tra WarGreymon e MetalGarurumon, messi l'uno contro l'altro da Puppetmon, Kari avverte una presenza misteriosa nelle vicinanze. Seguendola trova un gruppo di piccole stelle che fluttua tra i rami degli alberi. Parlandogli percepisce che non è loro nemico. Improvvisamente il corpo Kari viene avvolto da una forte luce, che si espande poi in tutto il bosco, i digiprescelti vengono sollevati da terra finendo in una dimensione sconosciuta, WarGreymon e MetalGarurumon regrediscono al loro secondo stadio, mentre Puppetmon è scaraventato via dalla forza della luce. Lo spirito comunicando attraverso Kari, unica per qualche motivo in grado di trasmettere le sue parole, parla di sé stesso in terza persona e il suo desiderio è che la pace torni a regnare su Digiword. L'entità afferma di appartenere al mondo digitale, ma a differenza dei digimon non possiede un corpo fisico e di essere quindi un puro spirito di dati e che da lungo tempo cercava di comunicare con i digiprescelti, già dal primo momento che giunsero nell'isola di File. L'entità mostra ai digiprescelti il passato di quattro anni fa, quando Greymon e Parrotmon combatterono nel loro quartiere e loro ancora piccoli assistettero al loro scontro. L'entità afferma che l'uovo digitale che conteneva Agumon, cadde accidentalmente in un baratro dimensionale finendo così nel mondo umano. Durante il combattimento tra Greymon e Parrotmon delle colonne di luce avvolsero tutti i digiprescelti che assistettero allo scontro, rivelandosi l'entità che li stava esaminando.

## Nemici

### Parrotmon
Parrotmon (パロットモン?) è un Digimon volatile di livello evoluto sconfitto da un Greymon quattro anni prima degli eventi avvenuti nella serie. Le prove che ciò sia realmente accaduto si hanno in "Digimon - Il film" e in alcuni episodi di Digimon Adventure in cui i Digiprescelti tornano in Giappone per cercare l'ottavo bambino prescelto. Parrotmon viene mostrato nell'anime quando i Digiprescelti iniziano a ricordare piccoli dettagli su ciò che accadde quattro anni prima quando tutti loro vivevano a Hikarigaoka e sotto i loro occhi avvenne la battaglia tra Greymon, schierato dalla loro parte, e il Digimon. Parrotmon fa la sua apparizione quando improvvisamente nel quartiere di Tokyo dove vivevano i ragazzi un gigantesco uovo iniziò a fluttuare nel cielo. Presto l'uovo si schiuse e dal suo interno uscì Parrotmon. Greymon sembrò essere improvvisamente a conoscenza della vicinanza di Parrotmon e andò a caccia del Digimon. I due iniziarono a lottare e dopo la battaglia sparirono entrambi, senza che ci fosse un vero vincitore. Tutti gli otto Digiprescelti originali erano lì a guardare la battaglia: sarebbe stata questa la principale ragione per cui, quattro anni dopo, gli otto bambini sarebbero diventati i bambini prescelti.
In Adventure 02, un Parrotmon è tra i Digimon catturati dai Digiprescelti a New York. Un secondo Parrotmon appare invece durante la battaglia finale contro MaloMyotismon.

### Devimon
Devimon (デビモン?) è un evil Digimon di livello campione, primo nemico principale ad affrontare i Digiprescelti e diretto responsabile dell'utilizzo degli Ingranaggi Neri, con i quali mette in schiavitù l'intera Isola di File, della sparizione delle Digipietre e dei Digimedaglioni e degli attacchi, diretti e indiretti, subiti diverse volte dai bambini prescelti nella prima parte della serie.
Devimon controlla gli Ingranaggi Neri. Solitamente il Digimon ne usa alcuni liberi che, sensibili al richiamo del loro padrone, volano verso i Digimon e se ne impossessano, piegandoli al loro volere e incrementandone forza e dimensioni. Alcuni di essi servono per tenere d'occhio i movimenti dei bambini prescelti. Altri ancora fanno parte di grandi raggruppamenti che costituiscono il nucleo dell'Isola di File stessa. Quando questi ultimi vengono messi in funzione, ciò può causare il distaccamento o la ricongiunzione di porzioni dell'Isola con il Monte Mugen, parte centrale di essa. Anche se Devimon ha un forte controllo sugli Ingranaggi Neri, e a un certo punto trasforma anche Ogremon in alcuni di essi, il Digimon asserisce di averli solo trovati e non creati lui stesso.
Prima degli eventi narrati nella serie, Devimon si impossessò dell'Isola di File dopo aver disperso le Digipietre in tutto il Continente di Server e dopo aver nascosto i Digimedaglioni al di sotto dell'Oceano Net. Devimon venne anche a sapere di una profezia, secondo la quale il più giovane dei Digiprescelti lo avrebbe distrutto. Così, quando i bambini infine giungono sull'Isola, il Digimon malvagio li attacca indirettamente con gli Ingranaggi Neri e mette sotto il suo controllo il nuovamente posseduto Leomon e Ogremon.
Quando i bambini prescelti raggiungono la villa sulla cima del Monte Mugen, Devimon si rivela, dividendo l'Isola e separando i Digiprescelti tramite i vari frammenti di quest'ultima, iniziando a inviare poi un maggiore numero di Digimon corrotti alla loro caccia. Mentre i bambini prescelti cercano di tornare indietro, Devimon spiega la profezia a Ogremon e Leomon. Poco prima che l'Isola si riformi e i bambini si rincontrino, il Digimon malvagio invia un Leomon completamente corrotto a uccidere TK e Patamon, i più giovani del gruppo di Digiprescelti. Leomon è così forte che i Digimon al livello campione dei ragazzi non riescono a danneggiarlo, ma viene sconfitto quando Izzy scopre che la luce dei loro Digivice può purificare il Digimon e lo rivela agli altri.
Con i Digiprescelti di nuovo uniti e diretti verso il Monte Mugen, Devimon trasforma Ogremon in Ingranaggi Neri e lo assorbe all'interno del suo corpo, insieme a praticamente tutti gli Ingranaggi Neri presenti sull'Isola, diventando significativamente di dimensioni più grandi. Quindi, con questo nuovo potere, sconfigge facilmente tutti i Digimon al livello campione dei ragazzi e anche Leomon, ma, quando sta per occuparsi di TK e Patamon, quest'ultimo digievolve in Angemon e riesce a cancellare Devimon. Anche se Devimon inizia a sparire, il Digimon spiega che esistono Digimon malvagi più potenti di lui e, gongolando, dice che loro che lo hanno sconfitto non saranno in grado di occuparsi anche di questi Digimon, poiché lo stesso Angemon per sconfiggerlo ha dovuto sacrificarsi.
In Italia è doppiato da Saverio Indrio in Adventure, da Diego Reggente in Adventure 02 e da Luca Biagini nel reboot del 2020.

#### Bakemon/Lord Bakemon
I Bakemon (バケモン?) sono Digimon fantasma di livello campione che appaiono nell'episodio di Adventure "Bakemon, spirito danzante". Quando Joe e Sora, insieme ai loro Digimon partner Gomamon e Biyomon, incontrano un gruppo di persone in una chiesa a Overdell, questi in realtà sono dei Bakemon camuffati. I Bakemon intendono mangiare i due ragazzi per la loro cerimonia. Quando i Bakemon si fondono insieme per formare il Supremo Bakemon (Lord Bakemon), un gigantesco Bakemon dalle zampe blu, Gomamon e Biyomon digievolvono in Ikkakumon e Birdramon per combatterlo. Grazie al cappello di Sora e a un antico canto giapponese usato per scacciare i fantasmi, Lord Bakemon si indebolisce e i Digimon dei Digiprescelti riescono nell'intento. Ikkakumon e Birdramon eliminano poi il resto dei Bakemon e trasportano Joe e Sora lontano da Overdell..
In Italia il Supremo Bakemon è doppiato da Diego Reggente. Il Bakemon che accoglie Joe, Sora, Gomamon e Biyomon è invece doppiato da Franco Mannella.

### Etemon/MetalEtemon
Etemon (エテモン?) è un Digimon balocco di livello evoluto ed è il primo nemico principale in cui i Digiprescelti si imbattono dal loro arrivo nel continente di Server. Etemon è capace di localizzare la loro posizione tramite la Rete Oscura e possiede una grande armata di Digimon che lavora per lui. Le forme al livello campione dei Digimon dei ragazzi non sono abbastanza potenti da riuscire a batterlo e i ragazzi capiscono, dalle parole di Gennai, che devono fare in modo di far digievolvere i loro Digimon al livello evoluto per batterlo. Tuttavia, per fare questo, i ragazzi devono trovare le loro Digipietre. Nel corso delle loro battaglie con lui, i bambini prescelti trovano le Digipietre, ma scoprono che per la Digievoluzione al livello evoluto hanno bisogno di qualcosa in più.
Etemon, per alcuni aspetti del suo personaggio, sembra un sosia di Elvis Presley, infatti nel doppiaggio americano si esprime con tale accento. È spesso frustrato quando la gente non riconosce il suo ego smisurato. Etemon si considera un grande cantante e spesso obbliga i suoi tirapiedi a diffondere la sua orribile musica. In Digimon Frontier il Digimon SuperStarmon ha una personalità molto simile a quella di Etemon, priva però della proverbiale arroganza che contraddistingue il Digimon di Adventure.
Durante le battaglie i bambini prescelti vengono a contatto con Piximon, famoso per l'addestramento di Digimon in tutto Digiworld. Piximon praticamente impone il suo aiuto ai ragazzi e permette a Tai e Agumon di riguadagnare fiducia l'uno nell'altro dopo la Digievoluzione errata che aveva portato Greymon, sotto le continue pressioni di Tai, a diventare SkullGreymon.
Etemon alla fine viene sconfitto quando i Digiprescelti si recano in una piramide rovesciata per trovare la Digipietra dell'Amore di Sora. Tuttavia, vi trovano anche Datamon, un prigioniero di Etemon, che rapisce Sora e prova a usarla per sconfiggere Etemon. I bambini prescelti elaborano un piano per infiltrarsi nella piramide per salvarla e, mentre sono nel pieno svolgimento di esso, Tai è costretto a dimostrare il suo coraggio, attivando così la sua Digipietra. Datamon, senza più risorse, decide di programmare la Rete Oscura affinché questa assorba tutti i Digimon alla sua portata, inclusi lui stesso ed Etemon, ma Etemon si fonde con la Rete e usa il suo rinnovato potere per attaccare i Digiprescelti. Tuttavia, Greymon stavolta digievolve correttamente in MetalGreymon e usa i suoi Squali Nucleari per sconfiggere Etemon.
In Italia è doppiato da Fabrizio Temperini.

### Datamon
Datamon (ナノモン?, Nanomon) è un Digimon androide di livello evoluto, nemico giurato di Etemon da quando quest'ultimo aveva ferito gravemente il Digimon e lo aveva imprigionato nella sua piramide per anni. Dopo questa battaglia Datamon venne gravemente danneggiato e i suoi ricordi furono cancellati, tempo dopo riacquistò la memoria e iniziò a ripararsi e a progettare un piano per vendicarsi di Etemon; così che il Digimon è concentrato e pronto a tutto pur di ottenere la sua vendetta. Nonostante fosse gravemente ferito, Datamon era riuscito a ricostruirsi nel corso degli anni, usando poi i Digiprescelti, quando questi irrompono nella piramide, affinché lo liberino, promettendo loro la Digipietra dell'Amore che aveva con sé. Una volta libero, però, il Digimon li tradisce e rapisce Sora e Biyomon allo scopo di usare il loro potere per distruggere Etemon. Quando Sora però si rifiuta di aiutare il Digimon, mosso esclusivamente dalla vendetta, Datamon è costretto a creare un clone della ragazza che possa asservire allo scopo.
Nonostante voglia distruggere Etemon, Datamon è pronto a fare tutte le cose più sbagliate pur di raggiungere il suo scopo. Tuttavia, quando il suo piano di rivincita di usare Biyomon e il clone di Sora per uccidere Etemon fallisce, Datamon infetta la Rete Oscura con le sue Bombe Batteriologiche, causando il collasso della Rete, la quale inizia ad attirare a sé ogni Digimon presente nell'area per assorbire i suoi dati; Datamon non fa eccezione. Anche se Etemon riesce a sopravvivere a quest'attentato alla sua vita, il suo corpo finisce con l'essere fuso con la Rete Oscura stessa.
In Italia è doppiato da Franco Mannella.

### Myotismon
Myotismon (ヴァンデモン?, Vamdemon) è un Digimon non-morto di livello evoluto. Il suo aspetto ricorda quello del classico vampiro e il suo attacco "stormo delle tenebre", fa' uso di un nugolo di pipistrelli. Prima di incontrare i Digiprescelti, Myotismon è il responsabile della disciplina di Gatomon come suo tirapiedi, ottenuta tramite metodi molto duri usati quando lei era ancora Salamon. Quando i Digiprescelti giungono nel suo campo d'azione, Myotismon usa il suo tirapiedi DemiDevimon per provare a tenerli separati, mentre lui è deciso a uccidere l'ottavo bambino prescelto prima che questo possa diventare per lui una minaccia. Per raggiungere questo fine, Myotismon penetra nel mondo reale, portando con sé molti dei suoi sgherri, per trovare e infine uccidere il Digiprescelto. Tuttavia, gli altri Digiprescelti riescono a seguirlo e per i due giorni successivi (1 e 2 agosto) i due gruppi fanno a gara per trovare prima il bambino. Nella notte del 2 agosto, Myotismon viene a sapere della relazione di Gatomon con l'ottavo bambino prescelto. Quindi, il Digimon malvagio usa il suo potere per isolare Odaiba dal resto di Tokyo, cosa che porta anche all'isolamento di diversi Digiprescelti, rendendo loro più difficile il compito di fermarlo: questo perché i suoi scagnozzi rapiscono ogni bambino per costringere Gatomon a rivelare chi sia l'ottavo Digiprescelto, sotto la minaccia di uccidere tutti se lei si fosse rifiutata.
Dopo che l'ottavo bambino, Kari, si rivela nel tentativo di fermare le brutalità commesse dai tirapiedi di Myotismon, questi mette tutti gli ostaggi in un sonno profondo prima di battere con facilità le forze combinate dei Digiprescelti, intervenuti per salvare Kari. Tuttavia, quando Myotismon uccide Wizardmon con un attacco inteso per Kari, la Digipietra della ragazza si illumina, causando la Superdigievoluzione di Gatomon in Angewomon e permettendole di sconfiggere il nemico combinando tutti i poteri dei Digimon prescelti all'interno del suo Cerchio del Destino. Angewomon forma infatti poi da questo la sua Freccia Sacra, scagliata direttamente nel petto di Myotismon, con quest'ultimo che sembra distrutto una volta per tutte. Tuttavia, Myotismon non è veramente morto, ma solamente indebolito, poiché la sua essenza rimane all'interno della sua maschera. Mentre i suoi Pipistrelli Alfa rubano energia, Myotismon assume una forma oscura e inizia a rigenerarsi. Quando gli ostaggi ipnotizzati del Convention Center iniziano a invocare il suo nome, i Digiprescelti si rendono conto che la profezia che Gennai gli aveva recitato stava per avverarsi e, al sopraggiungere del '"Numero della Bestia" (le 6:06:06 PM), Myotismon assorbe tutti i suoi Pipistrelli Alfa e ottiene energia sufficiente per megadigievolvere in VenomMyotismon. In ogni caso, in questa forma il Digimon perde molta della sua intelligenza, divorata da un incontrollabile desiderio di nutrirsi e distruggere, divorando anche DemiDevimon prima di dirigersi verso il Convention Center per nutrirsi di tutte le persone ivi presenti. Tuttavia, facendo in modo che anche la fine della profezia che aveva predetto la resurrezione di Myotismon si avveri, i Digiprescelti riescono a far megadigievolvere Agumon e Gabumon in WarGreymon e MetalGarurumon, i quali riescono a sconfiggere VenomMyotismon con l'aiuto degli altri Digimon e del potere delle Digipietre. Anche se il Digimon malvagio sembra ancora una volta distrutto, il suo "spirito" permane in vita e si impadronisce di Yukio Oikawa, mettendo in moto gli avvenimenti futuri di Digimon Adventure 02.
Myotismon viene riportato in vita da Millenniummon e viene istruito da quest'ultimo su come tenere prigionieri due Digiprescelti nel gioco per Wonderswan Anode/Cathode Tamer. Quando affronta il protagonista del gioco, Ryō Akiyama, Myotismon loda il potere di Millenniummon e dichiara di voler tagliare la testa di Ryo e poi offrirla come tributo al suo maestro.
È doppiato in giapponese da Ryūzaburō Ōtomo in Adventure e da Toshiyuki Morikawa in Adventure 02 e in italiano da Paolo Marchese in Adventure e da Gerolamo Alchieri in Adventure 02.

#### Esercito di Myotismon

##### DemiDevimon
Quando i Digiprescelti prendono strade diverse andando tutti a cercare Tai, Myotismon spedisce DemiDevimon (ピコデビモン?, PicoDevimon), evil Digimon di livello intermedio, a impedire loro di riunirsi di nuovo tutti insieme: il Digimon è infatti la causa del litigio tra TK e Tokomon, provando poi a far perdere la memoria a Tai e TK. È anche il responsabile della permanenza di Joe al ristorante di Digitamamon per pagare il pranzo che aveva consumato. Matt prova ad aiutare Joe a pagare i suoi debiti, ma DemiDevimon paga Digitamamon affinché tenga Matt al ristorante. Trova quindi un modo per creare una serie di disastri che fanno sprofondare Joe ancor più nei debiti, mentre Matt inizia a perdere la pazienza. DemiDevimon è anche colui che imprigiona Izzy e Tentomon nella proprietà di Vademon e colui che causa la situazione in cui si trova Mimi, viziata e coccolata dai disperati Gekomon e Otamamon.
I ragazzi, finalmente riuniti, trovano quindi una Sora molto emotiva, che rivela loro il suo importante ruolo nel riportare i Digiprescelti tutti insieme. DemiDevimon le aveva precedentemente detto che la sua Digipietra dell'Amore non si sarebbe mai illuminata perché lei non aveva mai avuto amore in vita sua. Dopo il tentativo fallito da DemiDevimon di uccidere Sora, Myotismon decide di occuparsi lui stesso della distruzione dei Digiprescelti. Tuttavia, quando Sora capisce quanto sua madre la ami e quanto abbia provato a proteggerla in passato, la sua Digipietra inizia a illuminarsi e causa la Superdigievoluzione di Biyomon in Garudamon, che prende l'intero gruppo e lo porta al sicuro dalle grinfie di Myotismon.
In Italia è doppiato da Roberto Stocchi.

##### Phantomon
Phantomon (ファントモン?, Fantomon) è un Digimon fantasma di livello evoluto che appare in alcuni episodi di Adventure come tirapiedi di Myotismon. Appare per la prima volta nell'episodio "Garudamon, ali gloriose!" alla guida della carrozza volante che trasporta Myotismon stesso. Successivamente, durante l'invasione nel mondo reale, gli viene affidato il compito di leader dei Bakemon ed è lui a impedire i tentativi dei Digiprescelti di fermarli. Phantomon sconfigge anche Greymon e successivamente attacca Matt e Sora insieme a Tuskmon e Snimon, i quali poi combattono anche contro Garudamon e Garurumon. Quando Kari si rivela come ottavo bambino prescelto, è Phantomon a catturarla e a portarla da Myotismon quando lei gli si arrende. Quando i Digiprescelti provano a liberare Kari, Phantmon tenta di inseguire Greymon, ma è costretto ad arretrare quando Greymon superdigievolve MetalGreymon. Phantomon viene poi definitivamente sconfitto dal Raggio Celestiale di Angemon.
In Adventure 02, un Phantomon è tra i Digimon che interrompono il concerto di Matt, distruggendo ogni cosa. Viene sconfitto da un attacco di Halsemon e rispedito a Digiworld.
In Italia è doppiato da Gerolamo Alchieri.

##### SkullMeramon
SkullMeramon (デスメラモン?, DeathMeramon) è un Digimon di fuoco di livello evoluto che appare in alcuni episodi di Adventure come tirapiedi di Myotismon. Appare per la prima volta nell'episodio "Viaggio verso casa" mentre è alla ricerca dell'ottavo bambino prescelto per ordine di Myotismon. Va in giro camuffato con un impermeabile e un cappello finché non incontra Sora e Mimi sulla sommità della Tokyo Tower. Birdramon e Togemon fanno del loro meglio per fermarlo fino all'arrivo di Tai, Izzy, Greymon e Kabuterimon. La battaglia termina quando Greymon superdigievolve MetalGreymon e distrugge il tirapiedi di Myotismon.
In Italia è doppiato da Carlo Marini.

##### Tuskmon
Tuskmon (タスクモン?) è un Digisauro di livello campione che appare in Adventure come tirapiedi di Myotismon. Phantomon trasporta lui e Snimon ad Aqua City, luogo in cui si trovano Matt e Sora, i quali vengono attaccati. Garurumon viene anche scagliato in un palazzo con un pugno. Kari si arrende quindi a Phantomon, stipulando il patto che lei sarebbe andata con lui se la furia di Tuskmon si fosse fermata e se Phantomon avesse lasciato stare Matt e Sora. Tuskmon viene successivamente messo fuori combattimento da Zudomon e assorbito dai pipistrelli di Myotismon così che quest'ultimo possa rinascere come VenomMyotismon.
In Adventure 02, l'Imperatore Digimon ha un Tuskmon sotto il proprio controllo e lo cavalca per inseguire un Elecmon. Alcuni Tuskmon vengono attaccati da un gruppo di DarkTyrannomon controllati dall'Anello del Male e da un gruppo di Kuwagamon controllati dalla Spirale del Male. Altri Tuskmon appaiono al confine tra l'India e la Cina e sono presenti anche durante la battaglia finale contro MaloMyotismon.

##### Bakemon
I Bakemon (バケモン?) sono Digimon fantasma di livello campione che appaiono in Adventure come tirapiedi di Myotismon. Alcuni di questi Digimon agli ordini di Myotismon rapiscono tutta la popolazione di Odaiba quando i Digiprescelti vi si recano per trovare l'ottavo bambino prescelto. Il loro comandante in capo è Phantomon. Sora utilizza nuovamente il canto usato in precedenza sull'Isola di File (o meglio una sua registrazione) per cercare di indebolire i Bakemon a guardia degli adulti sequestrati nel centro congressi; tuttavia, il registratore viene distrutto da Phantomon.
Alcuni Bakemon vengono utilizzati in Adventure 02 dall'Imperatore Digimon per imbrogliare Davis e fargli credere che lui abbia preso in ostaggio i suoi amici, costringendo Davis a scegliere uno tra loro che sarebbe poi stato risparmiato. L'inganno viene svelato quando i veri Digiprescelti intervengono a salvare l'amico. I Digimon successivamente sembrano essere controllati dagli Anelli del Male, ma prima che possano essere liberati vengono uccisi da Kimeramon.

##### Snimon
Snimon (スナイモン?) è un Digimon insetto di livello campione che appare in alcuni episodi di Adventure come tirapiedi di Myotismon. Phantomon trasporta lui e #Tuskmon ad Aqua City per combattere contro Garurumon e Garudamon durante la ricerca dell'ottavo bambino prescelto. Successivamente, WereGarurumon, Garudamon e Zudomon combattono e mettono fuori combattimento sia lui sia Tuskmon. Il Digimon verrà poi assorbito dai pipistrelli di Myotismon così che quest'ultimo possa rinascere come VenomMyotismon.
In Adventure 02, uno Snimon è tra le vittime degli Anelli del Male dell'Imperatore Digimon. Lo stesso Snimon viene liberato dal controllo dell'Imperatore Digimon da un attacco di Halsemon. Successivamente, Stingmon distrugge uno Snimon creato da un Obelisco di Controllo. Molti di essi si trovano sotto il controllo del flauto di Arakenimon nella Giga House. Un altro Snimon è tra i Digimon che irrompono al concerto di Matt distruggendo ogni cosa. Un altro Snimon ancora è il Digimon partner di una bambina prescelta russa di nome Sonya. Quello stesso Snimon è tra i moltissimi Digimon che appaiono durante la battaglia finale contro MaloMyotismon. Infine, un altro Snimon si vede steso al suolo dopo aver perso in duello contro BlackWarGreymon.

##### Raremon
Raremon (レアモン?) è un Digimon fantasma di livello campione, tirapiedi di Myotismon in alcuni episodi di Adventure. Il Digimon terrorizza la baia di Tokyo alla ricerca dell'ottavo bambino prescelto. Kabuterimon lo affronta in battaglia, ma Raremon lo colpisce con un suo attacco dritto in faccia e lo spedisce sott'acqua. Tuttavia, Kabuterimon riesce a liberarsi e si libra nel cielo, distruggendo poi Raremon con la sua MaxiSaetta.
In Adventure 02, quando i Digimon iniziano ad apparire nel mondo reale, alcuni Raremon si trovano al confine tra l'India e la Cina, uno a New York, e un altro in Australia presso la grande barriera corallina.

##### Gesomon
Gesomon (ゲソモン?) è un Digimon mollusco di livello campione che appare in alcuni episodi di Adventure come tirapiedi di Myotismon. Il Digimon attacca i Digiprescelti poco dopo il loro ritorno da Digiworld. Gomamon digievolve in Ikkakumon per combatterlo e distruggerlo. Molte persone assistono a questo combattimento, pensando che sia una scena di un film o una pubblicità. Cosa piuttosto ironica, poiché questa scena, insieme a molte altre, è stata poi davvero inserita in una pubblicità di "Digimon - Il film" in Giappone.
In Adventure 02, due Gesomon compaiono dopo l'invasione avvenuta a Natale. Il primo viene visto in un'edizione speciale di un telegiornale, impegnato ad attaccare una nave insieme a un Ebidramon. Successivamente, quando Joe, Cody, Gomamon e Armadillomon viaggiano in Australia, un Gesomon, un Ebidramon e uno Shellmon attaccano Dingo, un Digiprescelto locale. I tre Digimon di livello campione fuggono quando Zudomon, Submarimon e Coelamon, Digimon partner di Dingo, per prendersi gioco di loro nominano diversi piatti culinari in cui i tre Digimon potrebbero venire trasformati. Dopo la sconfitta di Scorpiomon, i tre vengono catturati dagli altri Digiprescelti australiani e rispediti a Digiworld.

##### DarkTyrannomon
DarkTyrannomon (ダークティラノモン?, DarkTyranomon) è un Digisauro di livello campione che appare in alcuni episodi di Adventure come tirapiedi di Myotismon. Appare per la prima volta durante il mese di agosto, quando Myotismon decide di isolare Odaiba dal resto di Tokyo durante la sua ricerca dell'ottavo bambino prescelto. Il signor Ishida, il padre di Matt, ha un incontro ravvicinato con lui, ma riesce a fuggire senza essere ferito. Il Digimon appare nuovamente quando la popolazione di Odaiba, tenuta in ostaggio nel centro congressi, cerca di scappare. Togemon combatte con lui, ma finisce per perdere il confronto. Tuttavia, il signor Tachikawa, padre di Mimi, per cercare di abbattere DarkTyrannomon sale su un veicolo e si schianta di proposito contro una delle sue zampe, senza però arrecargli alcun danno. Quando DarkTyrannomon è sul punto di attaccare ed eliminare i genitori di Mimi, la Digipietra della Purezza della ragazza inizia a brillare, permettendo a Togemon di superdigievolvere Lillymon. Il Digimon folletto utilizza una collana di fiori per domare la bestia selvaggia, rendendola innocua. Tuttavia, Myotismon in persona si fa vedere poco dopo ed elimina DarkTyrannomon (nel doppiaggio inglese viene rispedito a Digiworld).
In Adventure 02, l'Imperatore Digimon utilizza spesso dei DarkTyrannomon per i suoi scopi. I primi esemplari della specie appaiono quando l'Imperatore li aizza contro SkullGreymon, il quale li sconfigge facilmente. Successivamente, l'Imperatore Digimon li fa combattere anche contro i Digimon dei Digiprescelti quando riesce a mettere il prototipo della Spirale del Male ad Agumon e li lascia a guardia della sua fortezza. Un DarkTyrannomon è anche tra i Digimon che irrompono al concerto di Matt, mentre un altro ancora appare a New York, a Central Park. Durante questa serie, i DarkTyrannomon vengono dipinti come Digimon molto più deboli di quanto fossero in Adventure, sempre battuti con evidente facilità, anche se i comuni Tyrannomon sembrano essere dei nemici alquanto pericolosi nell'unica occasione in cui i Digiprescelti si trovano a confrontarsi con loro.
In Italia è doppiato da Roberto Stocchi.

##### Mammothmon
Mammothmon (マンモン?, Mammon) è un Digimon animale preistorico di livello evoluto che appare nell'episodio di Adventure "Strane coincidenze" come tirapiedi di Myotismon. Il Digimon appare nel quartiere di Hikarigaoka durante la ricerca dell'ottavo bambino prescelto da parte di Myotismon. Il Digimon terrorizza il quartiere e combatte con Birdramon che cerca di fermarlo, finché quest'ultima non superdigievolve Garudamon e lo elimina.
Il Digimon appare nuovamente in Adventure 02. Per cercare di fermare BlackWarGreymon, infatti, Arakenimon utilizza duecento Obelischi di Controllo per creare una mandria di venti Mammothmon. BlackWarGreymon afferma di invidiare questi Mammothmon, poiché solo delle marionette e non veri e propri esseri pensanti, e poi li distrugge tutti piuttosto facilmente. Successivamente, alcuni Mammothmon sono presenti al confine tra Cina e India nell'episodio "Viaggio in America e Hong Kong", mentre altri assistono alla battaglia finale contro MaloMyotismon.
In Italia è doppiato da Gerolamo Alchieri.

### Padroni delle Tenebre
I Padroni delle Tenebre (ダークマスターズ?, Dāku Masutāzu) sono un gruppo di Digimon di livello mega Il gruppo è formato da MetalSeadramon, Puppetmon, Machinedramon e Piedmon e costituisce il quarto antagonista principale della serie Digimon Adventure.
La prima apparizione del gruppo avviene al ritorno dei Digiprescelti (i sette originali, cui si è aggiunta Kari) a Digiworld, dopo la distruzione di Myotismon nel mondo reale. I ragazzi vengono avvertiti da Chuumon della minaccia, ma poco dopo subiscono l'attacco di MetalSeadramon: gli otto Digimon passano al livello Campione, ma vengono immediatamente sconfitti. Incontrano poi Machinedramon e Puppetmon, ma anche digievolvendo al livello Evoluto non riescono a batterli. Infine, sono attaccati da Piedmon: il Digimon leader del gruppo sconfigge agevolmente WarGreymon e MetalGarurumon, e dichiara di voler uccidere i bambini prescelti, a cominciare da Mimi. Chumoon si sacrifica per salvare la ragazza, ricevendo la pugnalata mortale al suo posto. 
A distrarre i quattro Digimon, giunge Piximon che viene ben presto eliminato ma non prima di aver portato in salvo gli otto ragazzi.
Creati dal caos che Apokarimon disseminò nel mondo digitale, il gruppo fu fondato da Piedmon con gli altri tre che si unirono per diffondere il terrore: ciò avvenne mentre nel mondo reale, e precisamente in Giappone, i Digiprescelti erano impegnati a lottare contro Myotismon. In precedenza, il gruppo sconfisse i Digimon Supremi e li imprigionò. Al suo ritorno a Digiworld, il gruppo degli otto bambini viene attaccato e sconfitto dai Padroni delle Tenebre riuscendo però a scappare grazie ai sacrifici di Chumoon e Piximon.
Ciascuno dei quattro Digimon controlla una diversa porzione del territorio, con la base sita sul Monte Spirale: MetalSeadramon controlla l'oceano, Puppetmon la foresta, Machinedramon la città e Piedmon la montagna. I bambini prescelti e i loro compagni riescono a sconfiggere, uno dopo l'altro, tutti i Padroni: l'ultimo a essere eliminato è Piedmon. Negli ultimi due episodi della serie, i Digiprescelti devono affrontare Apokarimon, una manifestazione dei resti e dell'odio dei Digimon che erano vissuti senza riuscire a digievolvere, che usa le tecniche di alcuni nemici sconfitti in passato, compresi Devimon e Myotismon.

#### MetalSeadramon
MetalSeadramon (メタルシードラモン?, MetaruShīdoramon) è il dominatore dell'Oceano di Net, che consiste in un enorme spazio oceanico con alcune piccole isole.
Mentre i Digiprescelti sono impegnati a combattere Myotismon a Tokyo, MetalSeadramon inizia a governare la porzione di Oceano del Monte Spirale. Nella sua prima apparizione insieme agli altri Padroni delle Tenebre, è il primo ad attaccare i Digiprescelti e nemmeno gli sforzi combinati di otto Digimon al livello campione riescono a sconfiggerlo. È il solo Padrone delle Tenebre in grado di volare, con l'esclusione di Piedmon che però ci riesce grazie all'uso di arti magiche. Quando tutti i Padroni delle Tenebre circondano i Digiprescelti, Piximon riesce a trattenere i Padroni delle Tenebre per un po', mentre i Digiprescelti viaggiano verso la porzione del Monte Spirale appartenente a MetalSeadramon. MetalSeadramon commenta dicendo che sarebbe stato lui a finire i Digiprescelti una volta e per tutte, dato che questi si trovano nel suo territorio, e che sarebbe stato il primo Padrone delle Tenebre a provare a distruggerli. Viene eliminato da WarGreymon.
Il primo tentativo di MetalSeadramon di uccidere i Digiprescelti avviene quando lui cerca di intrappolarli tutti in una capanna sulla spiaggia e di addormentarli grazie ai poteri di Scorpiomon, un suo servo, in modo da non farli scappare, così che poi lui avrebbe usato il suo fuoco per incendiare la capanna. MetalSeadramon ricompensa Scorpiomon con delle vongole da mangiare, ma dopo che MetalSeadramon guarda nella capanna e scopre che due di loro sono scomparsi, ordina a Scorpiomon di prendere gli altri due. Scorpiomon viene sconfitto da Lillymon e Zudomon e portato nella capanna, fuori dalla quale MetalSeadramon, stanco di aspettare, inizia a incendiare l'edificio. MetalSeadramon è sorpreso di trovare uno Scorpiomon urlante all'interno della capanna e di scoprire che i Digiprescelti sono fuggiti, quindi distrugge rabbiosamente il suo servo incompetente. MetalSeadramon decide di inseguire lui stesso i suoi avversari. Sconfigge quindi Lillymon e Zudomon dopo che i Digiprescelti pensano di riuscire a scappare via mare sul dorso di Zudomon. Ma, prima che possa ucciderli, Whamon fa la sua comparsa e ingoia i Digiprescelti per salvarli da MetalSeadramon.
MetalSeadramon è doppiato in giapponese da Yūto Kazama e in italiano da Carlo Marini.

#### Puppetmon
Puppetmon (ピノッキモン?, Pinocchimon) è il più piccolo di dimensioni dei Padroni delle Tenebre ed è colui contro il quale i Digiprescelti combattono più a lungo (per cinque episodi, anche se ciò è dovuto in parte a vecchi nemici, come MetalEtemon, e a nuovi eventi, come il ritorno di Etemon e la scoperta da parte del gruppo del perché sono stati selezionati come Digiprescelti). Viene ucciso da MetalGarurumon.
Durante il periodo in cui i Digiprescelti combattono Myotismon a Tokyo, Puppetmon inizia a dominare la porzione di Foresta del Monte Spirale. Il Digimon non prende troppo seriamente i Digiprescelti e inizia a prendersi gioco di loro usando delle bambole con le loro sembianze per controllare i loro movimenti e i loro spostamenti nella foresta mentre li guarda da un monitor nella sua sala giochi. Infatti, rapisce TK e lo costringe a giocare a un gioco di guerra, con Puppetmon che lo cerca e usa una pistola per rendere il gioco "più divertente". Fortunatamente TK riesce a scoraggiare Puppetmon chiamandolo "noioso", chiedendo poi di conoscere gli amici di Puppetmon. Puppetmon prova a inventare delle scuse e poi corre via, dicendo che sarebbe tornato con un amico. Quindi, il Digimon malvagio crea un "amico" fatto di legno e spazzatura. Ma quando lo porta a far vedere a TK, il bambino è scappato - ma non prima di aver distrutto la stanza dei giochi di Puppetmon. Ciò sembra ferire molto il lato infantile della personalità del Digimon, poiché il suo tono sembra quello di un bambino al quale è stato negato un grande regalo, e grida di voler pareggiare i conti con TK per averlo imbrogliato, derubato dei suoi "giocattoli" (TK si è impossessato delle bambole che Puppetmon usava precedentemente per controllarli) e rotto la sua TV e il suo telecomando. Mentre Puppetmon prova a vendicarsi dei Digiprescelti per la sua stanza dei giochi distrutta grazie a un trio di Garbagemon, Cherrymon riesce a usare i ricordi di Matt per convincere il ragazzo a rivoltarsi contro gli altri ragazzi, Tai in particolare. Cherrymon dice a Puppetmon che il suo piano di mettere Matt contro Tai ha avuto successo e che ciò presto causerà uno scontro mortale tra WarGreymon e MetalGarurumon. Sentendo che Matt e Tai si sarebbero distrutti a vicenda, Puppetmon è impaziente di assistere allo scontro tra WarGreymon e MetalGarurumon, ma Cherrymon prega il suo maestro di stare attento, perché i Digiprescelti posseggono qualcosa che a lui manca. Puppetmon crede che Cherrymon abbia affermato che i Digiprescelti siano più potenti di lui ed è furioso per la mancanza di fiducia del Digimon vegetale nei suoi confronti. Risentito, Puppetmon distrugge Cherrymon. Nonostante l'avvertimento del suo ora defunto tirapiedi, Puppetmon continua a voler guardare lo scontro tra i suoi nemici, ma la presenza di un misterioso essere rovina il suo piano.
È doppiato in giapponese da Etsuko Kozakura e in italiano da Francesco Meoni.

#### Machinedramon
Machinedramon (ムゲンドラモン?, Mugendramon) è il secondo Padrone delle Tenebre più grande di dimensioni, che domina la porzione della Città sul Monte Spirale, la quale assomiglia a una fusione delle più importanti città della Terra. Viene ucciso da WarGreymon.
Nella sua prima apparizione con gli altri Padroni delle Tenebre, Machinedramon attacca inaspettatamente Angemon e poi gli altri sette Digimon di livello evoluto prima che questi possano fare qualsiasi cosa, sconfiggendoli. Dopo la sconfitta di Puppetmon, i Digiprescelti si ritrovano a vagare nel territorio di Machinedramon lungo una strada nel bel mezzo del nulla, finché Kari accusa i sintomi della febbre e sviene, facendo preoccupare moltissimo Tai e rivangando ricordi d'infanzia tutt'altro che piacevoli per il ragazzo. Izzy manda Tentomon a cercare aiuto, ma presto questo è costretto a digievolvere Kabuterimon e a trasportare tutti in una città dove sono presenti diversi famosi monumenti della Terra, come Piazza San Pietro e l'Arco di Trionfo. Il gruppo presto trova una casa dove permettere a Kari di riposare, guardata a vista da TK, Patamon, Gatomon, Sora e Biyomon. Tai, Agumon, Izzy e Tentomon si recano in città per cercare un ospedale o una farmacia e munirsi così della medicina per Kari. Izzy usa il suo computer portatile e si connette alla rete per trovarne uno, inconsapevole che gli Hagurumon di Machinedramon riescano a rintracciare ogni accesso alla rete del portatile.
Machinedramon spedisce le sue truppe dell'Esercito Metallico a dare la caccia ai ragazzi. I quattro riescono a scampare alla carneficina dell'ospedale e a prendere la medicina. La terza volta che Izzy usa il portatile scopre che vengono rintracciati ogni volta per gli accessi alla rete. Izzy decide di adoperare un piccolo trucchetto e gli Hagurumon presto sono confusi quando vedono diversi accessi da differenti punti della città. Tuttavia, questo trucco si rivela un'arma a doppio taglio, perché Machinedramon decide di dare il via al piano Z, facendo distruggere ogni palazzo da Megadramon e Gigadramon. In ogni caso, neanche questo funziona e Machinedramon decide di occuparsene personalmente. Dopo che la casa dove il gruppo aveva trovato rifugio esplode, Tai scopre che gli altri sono fuggiti prima che i bombardamenti cominciassero. Machinedramon scova i ragazzi e tutti corrono in un edificio, che collassa al suolo sotto l'attacco del Cannone Devastante di Machinedramon. I Digiprescelti sprofondano sottoterra con le macerie del palazzo.
È doppiato in giapponese da Hisao Egawa e in italiano da Gerolamo Alchieri.

#### Piedmon
Un pierrot maestro dell'inganno, Piedmon (ピエモン?, Piemon) è il più potente, crudele e demoniaco dei quattro Padroni delle Tenebre. Piedmon usa il suo potere per controllare mentalmente il Poker di Spade sul suo dorso. Può anche assumere diverse forme, viste nel primo confronto contro i Digiprescelti. Ha il potere di cambiare altri oggetti, inclusi esseri umani e Digimon, in portachiavi. Dispone anche del potere della telecinesi; ad esempio una volta attacca a distanza Greymon mentre Tai e Izzy vengono inseguiti dalle armate di Machinedramon. Viene eliminato da MagnaAngemon, con l'aiuto di WarGreymon e MetalGarurumon.
Dopo essere tornati a Digiworld, i Digiprescelti incontrano per la prima volta Piedmon, sotto forma di un clown, che racconta loro del dominio incontrastato dei Padroni delle Tenebre prima di rivelarsi. Quindi sconfigge facilmente WarGreymon e MetalGarurumon grazie alla sua più grande esperienza di Digimon a livello mega. Tuttavia, Piedmon è l'ultimo avversario a presentarsi ai Digiprescelti, dando tempo a WarGreymon e MetalGarurumon di guadagnare esperienza dai loro combattimenti contro gli altri tre Padroni delle Tenebre. Per evitare di perdere contro di loro, Piedmon li trasforma, insieme ad Andromon, agli altri Digiprescelti e ai loro Digimon (esclusi Mimi, Lillymon, Kari, TK e Patamon) in semplici portachiavi, condizione che viene eliminata grazie alla Rifrazione della Luce di MagnaAngemon. Nonostante gli sforzi di Piedmon di contrattaccare con il suo esercito di Vilemon, Piedmon viene scagliato nel Varco Soprannaturale di MagnaAngemon grazie agli attacchi di WarGreymon e MetalGarurumon e viene sigillato al suo interno, mettendo la parola fine al regno del terrore dei Padroni delle Tenebre.
È doppiato in giapponese da Chikao Ōtsuka e in italiano da Giorgio Locuratolo.

##### Esercito dei Padroni delle Tenebre

###### Scorpiomon
Scorpiomon (アノマロカリモン?, Anomalocarimon) è un gigantesco Digimon crostaceo di livello evoluto simile a uno scorpione di mare, molto abile a scavare nella sabbia, che lavora per MetalSeadramon. È il primo tirapiedi dei Padroni delle Tenebre ad attaccare i Digiprescelti. Dopo essere stati intrappolati in una capanna sulla spiaggia da MetalSeadramon, i Digiprescelti vengono messi fuori combattimento da Scorpiomon, che riversa tonnellate di sabbia nella capanna. Il Digimon viene ricompensato dal suo padrone con delle conchiglie, ma poi viene punito dallo stesso per essersi fatto scappare Mimi, Joe, Palmon e Gomamon. Scorpiomon prova a catturare anche loro, ma viene sconfitto da Zudomon e Lillymon, venendo poi rinchiuso nella stessa capanna dalla quale Mimi e Joe fanno scappare gli altri Digiprescelti. MetalSeadramon decide quindi di appiccare il fuoco alla capanna, pensando che i bambini prescelti siano al suo interno, ma quando Scorpiomon corre fuori dalla capanna in preda alle fiamme, MetalSeadramon lo afferra e lo elimina come punizione per i suoi fallimenti.
In Adventure 02, uno Scorpiomon appare in Australia, nei pressi della Grande Barriera Corallina, dove si trova a guardia di un Obelisco di Controllo. Joe e Ikkakumon intervengono insieme a Cody e Armadillomon; Ikkakumon quindi digievolve Zudomon per combattere Scorpiomon, ma la ferocia della loro battaglia minaccia di distruggere la Barriera. Anche Dingo, un Digiprescelto australiano, e il suo Digimon partner Crabmon assistono alla battaglia; quest'ultimo infine digievolve Coelamon per aiutare Zudomon e Submarimon a mettere fuori combattimento Scorpiomon, a distruggere l'Obelisco di Controllo e a rimandare Scorpiomon e gli altri Digimon apparsi in Australia a Digiworld.
In Italia è doppiato da Gerolamo Alchieri.

###### Divermon
I Divermon (ハンギョモン?, Hangyomon) sono Digimon animale acquatico di livello evoluto che lavorano per MetalSeadramon e che aiutano il loro padrone a dare la caccia ai Digiprescelti quando questi fuggono all'interno di Whamon. Durante la battaglia finale dei Digiprescelti contro MetalSeadramon, un Divermon viene eliminato dall'altissima pressione dell'acqua in cui Whamon si è rifugiato. Un secondo soccombe all'Onda Centrifuga di Whamon. Gli ultimi due, infine, vengono eliminati dal Martello Saettante di Zudomon.
Quando Kari viene trasportata contro la sua volontà nel Mare Oscuro, alcuni Divermon appaiono intrappolati con delle Spirali del Male e pregano Kari di aiutarli. Quando la ragazza riesce ad aiutarli tramite Angewomon, i Digimon si trasformano in creature oscure che cercano in tutti i modi di portarla da Dragomon. La vera forma di queste creature è un omaggio agli Abitatori del profondo della letteratura di Howard Phillips Lovecraft.
Un Divermon è il Digimon partner di un Digiprescelto australiano ignoto. Alcuni Divermon appaiono anche durante la battaglia finale contro MaloMyotismon.
I Divermon sono doppiati in Italia da Roberto Draghetti, Stefano Billi e Franco Mannella

###### Blossomon e Mushroomon
Blossomon (ブロッサモン?), Digimon pianta di livello evoluto, e Mushroomon (マッシュモン?, Mushmon), Digimon pianta di livello intermedio, sono due dei "compagni di giochi" di Puppetmon e vengono uccisi dallo stesso Puppetmon, poiché quest'ultimo credeva che mentissero mentre era impegnato nella ricerca di TK durante la loro versione mortale di nascondino. La scena è stata eliminata nella versione americana dell'anime.
In Adventure 02, un Blossomon appare quando Yolei, Kari e Ken finiscono intrappolati nel Mondo Oscuro. Non si tratta di un vero Digimon, ma di una creazione di Arakenimon da un Obelisco di Controllo. Il Digimon riesce a sconfiggere sia Aquilamon sia Stingmon con i suoi viticci a forma di fiore. Tuttavia, Blossomon e i suoi viticci vengono distrutti quando Aquilamon e Gatomon DNAdigievolvono Silphymon per la prima volta.

###### Deramon e Floramon
Deramon (デラモン?, Delumon), Digimon volatile di livello evoluto, e Floramon (フローラモン?), Digimon pianta di livello intermedio, sono altri due "compagni di giochi" di Puppetmon che in realtà aiutano i Digiprescelti contro Puppetmon, che loro considerano "antipatico", ma poi corrono via, impauriti da ciò che il Digimon avrebbe potuto fargli.
In Adventure 02, alcuni Deramon sono prigionieri nella base dell'Imperatore Digimon finché non vengono liberati da Cody, Digmon e Tentomon. Successivamente dei Deramon appaiono durante la loro fuga da un villaggio che Kimeramon sta distruggendo.
Deramon e Floramon sono doppiate in Italia rispettivamente da Domitilla D'Amico e Gemma Donati.

###### Cherrymon
Cherrymon (ジュレイモン?, Jyureimon), Digimon albero di livello evoluto, compare per la prima volta agli ordini di Puppetmon, benché si comporti come se lui e Puppetmon in realtà siano partner e vecchi amici. Convince Matt, che aveva lasciato il gruppo per via dei dubbi su sé stesso, che Tai è il suo rivale e che deve distruggerlo per diventare una persona migliore e più forte. Anche se Matt sa benissimo che Cherrymon lavora per Puppetmon, decide lo stesso di confrontarsi con Tai. Vivendo per così lungo tempo, Cherrymon sembra conoscere ogni centimetro della "sua" foresta e indica a Matt uno stagno in grado di riflettere il volto del suo rivale. Cherrymon informa Puppetmon del suo piano, ma Puppetmon si infuria e lo distrugge pochi attimi prima dell'inizio dello scontro tra WarGreymon e MetalGarurumon. Successivamente, quando MetalGarurumon ferisce mortalmente Puppetmon, quest'ultimo chiede a Cherrymon cos'era ciò che i Digiprescelti avevano e lui no (cosa che era stata menzionata anche da Piximon) e la voce del Digimon albero gli risponde "amici" poco prima che Puppetmon venga distrutto.
In Adventure 02, quando i Digimon appaiono nel mondo reale, un Cherrymon attacca un albero di natale al Rockefeller Center. Causa inoltre molti problemi a ExVeemon, Lillymon, Seadramon e Flarerizamon, prima di essere attaccato da Centarumon, Tortomon e Frigimon. I quattro Digimon riescono quindi a sconfiggerlo e a rispedirlo a Digiworld insieme a tutti gli altri Digimon apparsi a New York.
In Italia è doppiato da Dario De Grassi.

###### WaruMonzaemon
WaruMonzaemon (ワルもんざえモン?) è un Digimon balocco di livello evoluto, capo degli schiavi di Machinedramon, con il compito di fornire energia alla città del Monte Spirale. Quando un gruppo di Digiprescelti compare nella sua area, viene distratto da Sora e TK mentre Kari libera i Numemon. Viene quindi attaccato dai Numemon stessi e, nonostante riesca facilmente a sconfiggerli, viene indebolito dagli attacchi di Angemon, Angewomon e Birdramon che avevano liberato i Numemon dalla schiavitù. Quando Machinedramon apprende ciò dai Digiprescelti si infuria con WaruMonzaemon per non averglielo detto prima. Prima di recarsi a caccia dei ragazzi, Machinedramon elimina WaruMonzaemon attivando l'autodistruzione della stanza in cui si trova il Digimon.
In Adventure 02, un WaruMonzaemon appare improvvisamente in Giappone. Tuttavia, questo viene rispedito immediatamente a Digiworld da Imperialdramon.
In Italia è doppiato da Vittorio Amandola.

###### LadyDevimon
LadyDevimon (レディーデビモン?) è un evil Digimon di livello evoluto e una dei tirapiedi più leali di Piedmon. LadyDevimon è infatti la sua guardia del corpo personale e un Digimon molto pericoloso. Mentre Tai e il suo gruppo si avvicinano alla base osservatorio di Piedmon, LadyDevimon chiede al suo padrone se può andare personalmente a "punirli". Piedmon acconsente e il Digimon vola via per combattere i Digiprescelti. I Digimon dei bambini prescelti si preparano ad affrontarla con l'aiuto di Andromon, ma Tai decide di far allontanare Sora e TK per farli andare a cercare Matt e gli altri, lasciando Angewomon a occuparsi di LadyDevimon in uno scontro che presto si trasforma in una rissa tra donne. Con l'aiuto di MegaKabuterimon, Angewomon riesce a sconfiggere LadyDevimon con il suo Cerchio Celestiale.
In Italia è doppiata da Monica Gravina.

###### Vilemon
Dopo essere stato buttato fuori dal suo castello da MagnaAngemon, Piedmon scaglia contro i Digiprescelti un gran numero di Vilemon (イビルモン?, Evilmon), evil Digimon di livello campione. Fortunatamente, Mimi e Lillymon raggiungono il gruppo insieme a Unimon, Ogremon, Frigimon, Meramon, Elecmon e alcuni Gekomon e Otamamon. La maggior parte dei Vilemon viene quindi distrutta dai Digimon dei Digiprescelti e dai loro alleati. Ciò che rimane dell'esercito di Piedmon viene infine risucchiato dal Varco Soprannaturale di MagnaAngemon.
In Adventure 02, due Vilemon sono i Digimon partner di due Digiprescelti francesi sconosciuti.

### Apokarimon
(Apokarimon esternando la sua rabbia)
Apokarimon (アポカリモン?), Digimon di livello sconosciuto, che si celava nell' "abisso"; un luogo oscuro chiuso da una parete di fuoco ma che tuttavia riuscì infine a superare. Gennai spiega che in passato un altro Digimon maligno superò la parete di fuoco e degli altri bambini prescelti, prima di quelli attuali, vennero chiamati a sconfiggerlo.
È l'antagonista principale e il nemico finale di Digimon Adventure, facendo la sua comparsa per la prima volta nel penultimo episodio in quanto responsabile del caos creato a Digiworld e della creazione dei Padroni delle Tenebre.
Il Digimon rivela di essere nato dai dati di Digimon che erano morti senza poter digievolvere e che la loro tristezza e la loro rabbia riempie il suo vero essere, causando in lui una continua depressione e dandogli tendenze suicide; ciò lo ha portato a muovere guerra al gioioso Mondo Digitale affinché tutti possano provare le sue stesse sofferenze. Apokarimon si riferisce a sé stesso con la prima persona plurale, probabilmente perché la sua natura è quella di una creatura composta da molti Digimon, i cui dati formano il suo essere, e come riferimento al demone biblico Legione.
In Italia è doppiato da Ambrogio Colombo.

### Yukio Oikawa
Yukio Oikawa (及川 悠紀夫?, Oikawa Yukio) è uno dei principali antagonisti di tutta la seconda metà di Adventure 02. Oikawa nasce intorno al 1973. Da bambino era una persona estremamente solitaria: era spesso preso in giro e rifuggito dai compagni di classe. Un ragazzo di circa la stessa età, Hiroki Hida, diviene il suo unico amico. Hiroki è ossessionato dall'idea di poter comunicare con Digiworld tramite dei vecchi videogiochi e condivide la stessa ossessione con Yukio. I due finiscono con il comunicare con Digiworld, trascorrendo ore e ore giocando ai videogiochi per parlare con il mondo digitale. Il padre di Hiroki, Chikara, è molto preoccupato per l'ossessione di suo figlio. Gli proibisce quindi di giocare ai videogiochi e prova a separare Hiroki da Oikawa, temendo che i due possano trascorrere troppo tempo insieme. I due sono addolorati, ma rimangono amici stretti: infatti, si fanno reciprocamente la promessa che un giorno sarebbero riusciti ad andare a Digiworld, iniziando poi a dividere i loro sogni e non parlandone più con nessuno. Diventato adulto, Oikawa lavora con il padre di Ken Ichijouji come programmatore di computer, mentre Hiroki diventa un agente di polizia e mette su famiglia. Evidentemente, i due continuano a studiare il mondo digitale; nel 1995, quando avviene l'incidente di Hikarigaoka, Oikawa inizia a investigare e lavora insieme a Natsuko Takaishi, la madre di TK Takaishi. Investigando, Oikawa si rende conto che Hikarigaoka è un passaggio segreto per Digiworld. Nel 1999, Hiroki viene ucciso per aver protetto un'importante figura politica da un colpo destinato a lui e muore per le sue ferite. Oikawa è completamente distrutto per la morte di Hiroki, benché continui imperterrito la sua indagine su Digiworld anche se emozionalmente distrutto per la mancanza di Hiroki nel tenere fede alla promessa fatta.
È doppiato in giapponese da Toshiyuki Morikawa e in italiano da Gerolamo Alchieri.

#### Imperatore Digimon

##### Kimeramon
Kimeramon (キメラモン?, Chimairamon) è un Digimon assemblato di livello evoluto che appare in alcuni episodi di Adventure 02 come tirapiedi dell'Imperatore Digimon. Questo Digimon viene creato dall'Imperatore stesso, in quanto lo vede come il Digimon partner ideale per aiutarlo nella conquista di Digiworld; per un certo periodo di tempo l'Imperatore viene visto lavorare alla sua creazione. Quando Kimeramon viene finalmente creato, si rivela essere molto più che una semplice minaccia per i Digimon dei Digiprescelti. Tuttavia, a causa dei poteri oscuri e della coscienza di Devimon, Kimeramon possiede una volontà che va al di là del controllo di Ken e poco dopo la sua creazione diventa sfrenata, distruggendo tutto ciò che incontra sulla sua strada. Preoccupato per Ken, Wormmon conduce Davis e Veemon al generatore di energia della base, che si rivela essere il Digiuovo dei Miracoli. Quando Davis lo utilizza, Veemon armordigievolve Magnamon. Anche se Magnamon è un avversario più pericoloso per Kimeramon, quest'ultimo è comunque più forte e Magnamon riesce a sconfiggerlo solo utilizzando l'energia sacrificata da Wormmon. Dopo la morte di Kimeramon, l'energia e i dati dei Digimon che l'Imperatore ha copiato in Kimeramon lasciano il suo corpo sotto forma di sfere di energia volanti. È interessante notare che, contrariamente a molti altri tirapiedi di Ken, Kimeramon non è stato costretto con un Anello o una Spirale del Male (presumibilmente perché gli altri Digimon di livello evoluto al servizio di Ken potevano essere liberati dal suo controllo); questa negligenza da parte del creatore di Kimeramon è probabilmente un altro fattore che contribuisce alla ribellione di Kimeramon. In Italia è doppiato da Diego Reggente.

#### Arakenimon e Mummymon
Arakenimon (アルケニモン?, Archnemon), Digimon aracnide di livello evoluto, e Mummymon (マミーモン?), Digimon fantasma di livello evoluto, sono due nemici principali dei Digiprescelti per tutta la seconda metà di Adventure 02. Arakenimon appare solitamente nelle vesti di una strana donna con inconsueti abiti rossi e viola e con dei grandi occhiali da sole a coprirle gli occhi. Mummymon invece appare come un umanoide vestito in un cappotto blu reale e uno strano cappello con bottoni dorati distribuiti a caso e un bastone (praticamente mai usato). Tuttavia, il suo aspetto non può essere definito umano; la sua pelle è grigia e rugosa, gli mancano orecchie e naso e ha un solo occhio, inoltre di uno strano colore giallo. In ogni caso, anche il suo fisico è inconsueto, con spalle larghe, braccia lunghe e mani stranamente troppo grandi. Quando impegnati in battaglia, i due passano alla loro forma di Digimon. L'origine della loro abilità di cambiare forma tra essere umano e Digimon è sconosciuta e non si sa quanto questa possa avere a che fare con il loro essere metà umani e metà Digimon.
Arakenimon riprende da dove Ken, smessi per sempre i panni del suo alter ego dell'Imperatore Digimon, aveva lasciato dopo la distruzione di Kimeramon. La donna inizialmente appare solo nella sua forma umana, confondendo i Digiprescelti che si chiedono come faccia un adulto a entrare a Digiworld. Per combattere i bambini prescelti, la donna ricorre a una risorsa alquanto bizzarra: utilizza infatti i propri capelli per trasformare gli Obelischi di Controllo in finti Digimon al suo comando. Durante la battaglia alla Giga House, Arakenimon usa un flauto per piegare al suo volere tutti i Digimon insetto presenti nella casa finché i ragazzi non riescono ad annullarne i poteri. Una volta persi i poteri del flauto, la donna decide di adottare sistemi drastici e si trasforma nella sua forma di Digimon. Combatte contro i Digiprescelti e si rivela essere un nemico molto temibile, ma viene infine sconfitta da Paildramon. Tuttavia, il suo partner Mummymon giunge a salvarla.
Arakenimon e Mummymon sono doppiati in Italia rispettivamente da Monica Gravina e Paolo Marchese.

### Demon
In Adventure 02 Demon (デーモン?), evil Digimon di livello mega, è il leader delle Armate di Demon. Si presenta inizialmente ai Digiprescelti dopo la distruzione del suo tirapiedi SkullSatamon per mano di Imperialdramon Fighter Mode. Il Digimon chiede a Ken di seguirlo così da poter ottenere il potere del Seme delle Tenebre (presumibilmente per i suoi scopi). Tuttavia, Arakenimon arriva con un camion pieno di bambini "rapiti" e convince Ken ad andare con lei. Demon si rifiuta di lasciare andare Yukio Oikawa e manda altri due suoi scagnozzi, LadyDevimon e MarineDevimon a inseguirlo. Ma dopo che anche questi ultimi vengono distrutti, rispettivamente da Silphymon e Shakkoumon, Demon decide di prendere in mano la situazione e arriva a fermare il camion, chiedendo che gli sia consegnato Ken. Ma Demon si ritrova presto a fare i conti con l'intera squadra di Digiprescelti di Adventure 02, dando vita a una durissima battaglia. Demon sembra troppo potente per poter essere sconfitto, nemmeno Imperialdramon, Silphymon e Shakkoumon insieme riescono a metterlo in difficoltà. La squadra decide di aprire un varco verso Digiworld per rispedirvi Demon, ma quest'ultimo, apre lui stesso un varco, spiegando che spedirlo a Digiworld non servirebbe a nulla poiché lui potrebbe semplicemente tornare in qualunque momento. Ken è quindi costretto a usare quel poco di potere oscuro che rimane dentro di lui per convertire il varco digitale in un passaggio verso il Mare Oscuro di Dragomon, dentro il quale Demon viene scaraventato dall'attacco simultaneo di Imperialdramon Fighter Mode, Silphymon e Shakkoumon. Impressionato dal potere dei Digiprescelti, Demon riconosce di aver sottovalutato i suoi avversari, promettendo che un giorno o l'altro tornerà per vendicarsi, mentre il portale si chiude intorno a lui.
In Italia è doppiato da Ambrogio Colombo.

#### Armate di Demon
Le Armate di Demon sono un gruppo di antagonisti che appaiono in Adventure 02 e che prendono il loro nome dal loro leader e dal loro maestro, Demon. I loro ranghi consistono di SkullSatamon, LadyDevimon e MarineDevimon. Il loro reale obiettivo è tuttavia sconosciuto, con l'eccezione del loro tentativo di impossessarsi del Seme delle Tenebre di Ken Ichijouji nel mondo reale.

##### SkullSatamon
SkullSatamon (スカルサタモン?) è un Digimon fantasma di livello evoluto che appare in alcuni episodi di Adventure 02 come componente delle Armate di Demon e leale seguace del suo maestro. SkullSatamon bioemerge a Tokyo subito dopo Natale per trovare Ken Ichijouji. Lui e LadyDevimon riescono a localizzare l'appartamento di Ken, riferendo della cosa al loro maestro, per poi terrorizzare il Digiprescelto il giorno seguente. Quindi, LadyDevimon e MarineDevimon attaccano una nave da crociera e un'autostrada, distraendo i Digiprescelti mentre SkullSatamon tenta di catturare Ken.
Anche se è costretto a combattere contro MetalGreymon, MegaKabuterimon e Paildramon, il Digimon li sconfigge facilmente grazie alla sua velocità superiore. Paildramon quindi prova a digievolvere in Imperialdramon, ma viene attaccato durante il processo di Digievoluzione dallo stesso SkullSatamon, che corrompe i suoi dati e lo paralizza. Gli altri Digiprescelti e i loro Digimon partner arrivano dunque sul luogo dello scontro, ma questi ultimi non sono in grado di fare meglio e presto regrediscono. SkullSatamon quindi afferra un autobus vicino pieno di bambini e lo solleva in aria, minacciando di usarlo per distruggere sia i bambini prescelti sia i loro Digimon. Tutti i Digimon, quindi, trasferiscono la loro energia a Imperialdramon, liberandolo dalla paralisi e permettendogli di cambiare Assetto, diventando Imperialdramon Fighter Mode. SkullSatamon prende in giro il nuovo Digimon, ma viene disintegrato con un singolo colpo dell'Arpione Laser di Imperialdramon Fighter Mode, mentre ancora tiene sollevato l'autobus.
In Italia è doppiato da Paolo Marchese.

##### LadyDevimon
LadyDevimon (レディーデビモン?) è un evil Digimon di livello evoluto che appare in alcuni episodi di Adventure 02 come componente delle Armate di Demon e leale seguace del suo maestro. LadyDevimon arriva nel mondo reale la notte del 25 dicembre, iniziando poi ad attaccare il giorno dopo. Il Digimon malvagio incontro quindi Aquilamon e Angewomon, iniziando anche con quest'ultima una sorta di guerra di schiaffi. LadyDevimon è però costretta a ritirarsi quando intervengono WereGarurumon e Garudamon.
Il Digimon si fa rivedere successivamente, provando a strappare Ken Ichijouji dalle grinfie di Yukio Oikawa. Il Digimon cerca continuamente di colpire il camion di Oikawa con dei raggi provenienti dai suoi occhi, al punto che Oikawa la definisce "una seccatura". LadyDevimon sembra implacabile nella sua missione, ma si ritrova a dover fare i conti con Silphymon. La loro battaglia diventa presto tremenda. Tuttavia, al tramonto, LadyDevimon ha la meglio e prende in ostaggio uno dei ragazzi che si trovano nella zona in cui era precipitata Silphymon poco prima a causa dei suoi colpi: lo scopo del Digimon è avere così uno scudo umano e impedire a Silphymon di attaccare. Ciò nonostante, Yolei, furiosa per il comportamento codardo di LadyDevimon, la colpisce nella schiena con uno skateboard, facendole lasciare l'ostaggio. Quando le vengono chiesti i motivi delle sue azioni malvagie, LadyDevimon ride e spiega che a lei piace fare soffrire agli altri. Quindi, il Digimon attacca Yolei con l'intento di farla a pezzi, costringendo Silphymon, seppur controvoglia, a uccidere LadyDevimon.
In Italia è doppiata da Anna Cesareni.

##### MarineDevimon
MarineDevimon (マリンデビモン?, MarinDevimon) è un Digimon animale acquatico di livello evoluto che appare in alcuni episodi di Adventure 02 come componente delle Armate di Demon e leale seguace del suo maestro. Appare per la prima volta il 26 dicembre, nelle acque della baia di Tokyo, minacciando una nave da crociera sulla quale stava avvenendo un matrimonio. TK aiuta i passeggeri della nave a mettersi al sicuro, mentre Cody, Submarimon e Angemon combattono contro il Digimon malvagio. Quando Ikkakumon giunge in aiuto e superdigievolve in Zudomon, MarineDevimon utilizza le sue braccia per proteggersi dall'attacco Martello Saettante. Successivamente si immerge e utilizza il suo inchiostro per coprire la sua fuga, temendo di dover avere a che fare con tre Digimon in una volta.
MarineDevimon appare nuovamente all'imbrunire, avendo ricevuto l'ordine da Demon di prendere Ken dalle grinfie di Yukio Oikawa; tuttavia, il Digimon malvagio si ritrova a fare i conti con Shakkoumon. Mentre i due enormi Digimon combattono nei pressi di un ospedale, TK, Cody e Shuu Kido, uno dei due fratelli di Joe, vi entrano e aiutano nell'evacuazione dei pazienti. Quando uno dei tentacoli di MarineDevimon distrugge un muro, Cody urla e Shakkoumon utilizza il suo Sguardo Infrarosso per sconfiggere e distruggere il demone acquatico.

### Diaboromon
Introdotto nel secondo film dedicato ai Digimon, Our War Game!, Diaboromon (ディアボロモン?, Diablomon), Digimon sconosciuto di livello mega, appare all'improvviso su internet sotto forma di Digiuovo e inizia ad attaccare la rete subito dopo essersi schiuso e quindi pur essendo ancora solo nella sua forma al livello primario di Kuramon, ma digievolve ben presto in quella di livello primo stadio di Tsumemon. Willis rivelerà successivamente di essere lui il creatore di Diaboromon, il quale poi diventò malvagio a causa di un virus. 
Agumon stesso lo definisce un Digimon ben più potente e pericoloso dei Padroni delle Tenebre. Quando, dopo essersi accorti del pericolo, Tai e Izzy, insieme ad Agumon e Tentomon, lo affrontano è già arrivato al suo livello intermedio, Keramon. Durante la battaglia, Keramon superdigievolve oltre il livello campione, direttamente nella sua forma di livello evoluto, Infermon (bypassando quindi la forma di Chrysalimon). Agumon e Tentomon quindi digievolvono in Greymon e Kabuterimon, ma vengono presto sconfitti. Poco dopo l'arrivo di Matt e TK, che si uniscono anch'essi alla battaglia, Infermon megadigievolve Diaboromon. Sfruttando la rete da lui attaccata, si infiltra in una base militare americana e lancia un missile nucleare prima di riprodurre migliaia di cloni di sé stesso e di sfidare i Digiprescelti a scoprire quale sia l'originale. Distruggere quest'ultimo vorrebbe dire eliminare tutti i cloni e fermare il missile. Diaboromon si confronta quindi con WarGreymon e MetalGarurumon, ma l'enorme quantità di e-mail ricevute da Izzy da parte di tutti gli altri Digiprescelti del mondo causa un rallentamento nel processore, così che anche i due Digimon sono più lenti e Diaboromon li sconfigge facilmente. Tuttavia, il legame che c'è tra Tai e Matt e i loro Digimon partner, Agumon e Gabumon, fa sì che i due ragazzi riescano a entrare nella rete e a raggiungere i loro Digimon che, incoraggiati dai due partner, DNAdigievolvono Omnimon e sconfiggono le copie di Diaboromon. Il vero Diaboromon risulta però essere ancora troppo veloce, ma Izzy provvede a inoltrargli a sua volta tutte le e-mail arrivategli per rallentare anche il suo processore, così che Omnimon alla fine riesce a eliminarlo.
È doppiato in italiano da Roberto Stocchi. Nella versione giapponese, invece, Diaboromon è muto.

## Altri umani

### Daigo Nishijima
Doppiato da Daisuke Namikawa
Sotto copertura come insegnante supplente di calligrafia nella classe di Tai, Daigo Nishijima (西島 大吾?, Nishijima Daigo) è un agente del governo per un'organizzazione che monitora l'attività dei Digimon a cui è stato chiesto di sorvegliare Tai e gli altri digiprescelti nella scuola. Nel quarto film di Digimon Adventure tri. viene rivelato che egli stesso, come anche Maki Himekawa, è stato uno degli originali cinque digiprescelti che precedettero Tai e gli altri. Il partner Digimon di Daigo, LoaderLiomon, con quattro degli altri cinque ha sconfitto i Padroni delle Tenebre digievolvendo in Baihumon, uno dei quattro Digimon Supremi. La vittoria tutta via ha richiesto un prezzo terribile, sacrificando il digimon di Maki, Tapirmon, la quale non può più rinascere. Ciò segna irrimediabilmente la vita di Maki che impazzisce dal dolore. Daigo, rimasto il più vicino a Maki, dopo la loro avventura a Digiworld, comprende che ella non si è mai ripresa per la perdita del suo digimon, cercando di starle vicino per aiutarla, iniziando a sviluppare dei sentimenti per lei. Nonostante la sua proposta di essere il suo nuovo partner, tutto si rivela inutile. Maki lascia Daigo, torando al suo lavoro, per riavere Tapirmon. Egli decide comunque di starle vicino per aiutarla. Nella lotta dei digiprescelti contro Meicomoon, Daigo nel tentativo di salvare Tai da un suo attacco, viene ferito mortalmente. Riesce tutta via a teletrasportare entrambi in una base di Digiworld, dove sono presenti anche i digiprescelti di Adventure 02 in stato dormiente. Prossimo a morire per le ferite riportate, Daigo riesce come ultima cosa a trasferire Tai e gli altri nel mondo reale.

### Maki Himekawa
Doppiata da Yūko Kaida
Maki Himekawa (姫川 マキ?, Himekawa Maki) è la superiore di Daigo Nishijima nell'agenzia governativa, nella quale lavora con un approccio più serio di lui. Si conoscono sin da piccoli e in passato sono stati una coppia. Maki sembra essere molto coinvolta negli incidenti relativi ai Digimon, al punto di seguire i digiprescelti quando questi tornano a Digiworld in cerca dei propri partner, dopo il reboot. Nasconde informazioni cruciali ai ragazzi fin quando questi non le scoprono da soli, come il fatto che Meicoomon è la causa delle infezioni dei Digimon o la scomparsa dei loro compagni Digiprescelti. Nel quarto film di Digimon Adventure tri. viene rivelato che lei stessa, come anche Daigo, è stata una degli originali cinque digiprescelti che precedettero Tai e gli altri nella lotta contro i Padroni delle Tenebre. Il partner di Maki, Tapirmon, nella forma al livello evoluto, Megadramon, fu sacrificato per usare il potere degli altri Digimon partner che si erano evoluti nei quattro Digimon Supremi. Ciò però si rivelerà un sacrificio estremo poiché, Tapirmon non sarebbe più potuto rinascere. Questo segna la vita di Maki, la cui perdita del suo digimon la fa impazzire. Daigo Nishijima, rimastole vicino nota il suo cambiamento vedendo che Maki è diventata distaccata e fredda. Negli anni che seguirono Maki si concentrò nello studio del mondo digitale, per trovare un modo di riavere il suo digimon.

### Altri Digiprescelti
Willis, Terriermon & Kokomon
Willis è un personaggio che appare nel film Digimon Hurricane Touchdown!!/Supreme Evolution!! The Golden Digimentals. Contrariamente a quasi tutti i Digiprescelti che hanno un solo Digimon partner, Willis ne ha due: Terriermon e Lopmon (ma che lui chiama sempre Kokomon memore della sua forma al livello primo stadio). Nella versione originale giapponese Kokomon svanisce improvvisamente mentre i tre giocano insieme in un campo di fiori e quando fa ritorno, alla ricerca di Willis, è diventato un Digimon malvagio.
La versione internazionale, intitolata Digimon - Il film, è stata creata unendo tre film scollegati fra loro. Qui Willis compare in tutte e tre le parti e Kokomon fa il suo ritorno infettato dal virus che dà continuità al montaggio, per dare una continuità logica.
In Italia Willis è doppiato da Lorenzo De Angelis.
Ryō Akiyama e Monodramon
Michael
Un Digiprescelto americano che sembra essere attratto dal carattere di Mimi, suscitando però la segreta gelosia di Yolei, nonostante il fatto che lei abbia molta stima per la neo-americana. Michael compare per la prima volta nell'episodio Shurimon, guerriero veloce, quando rivela di essere diventato un Digiprescelto, durante l'attacco di Myotismon alla Terra tre anni prima. Il suo Digimon partner è un Betamon, il quale può digievolversi in Seadramon. Michael compare anche in seguito a New York, quando insieme a Mimi, viene raggiunto da Davis per rimandare a Digiworld tutti i Digimon che hanno invaso la città e per distruggere gli Obelischi di Controllo. Michael partecipa alla battaglia finale contro Malomyotismon e viene trasportato a Digiworld grazie al suo Digivice, dove si unisce a tutti gli altri Digiprescelti del mondo.
Lou, Maria, Steve, Sam (Phil), TatumAltri cinque bambini prescelti americani. Il Digimon partner di Sam è Flarerizamon, quello di Tatum è Airdramon, quello di Maria Centarumon, Steve ha Frigimon, mentre Lou ha Tortomon.
Fratelli HoiTre fratelli che aiutano Izzy e Kari a Hong Kong. I tre si innamorano tutti velocemente di Kari. Ognuno di loro ha un Syakomon come Digimon partner, il quale può digievolvere in Octomon.
Yue HongUna bambina prescelta cinese. Il suo Digimon partner è Apemon.
DienUn Digiprescelto vietnamita. Il suo Digimon partner è Gorillamon. In una scena lo si vede allenarsi con Jackie, la controparte cinese di Gennai.
MinaDigiprescelta indiana. Il suo Digimon partner è Meramon.
DingoBambino prescelto australiano che aiuta Joe and Cody. Il suo Digimon partner è Crabmon e può digievolvere in Coelamon.
Digiprescelti australiani senza nomeTra i loro partner ci sono un Bukamon, un Divermon e due Gizamon.
CatherineDigiprescelta francese che aiuta Tai e TK. Sia Tai sia TK sembrano avere una sorta di cotta per lei. Il suo Digimon partner è Floramon e può digievolvere in Kiwimon.
Digiprescelti francesi senza nomeI loro Digimon sono Elecmon, Gotsumon e due Gazimon, Vegiemon e Vilemon.
ChicosDigiprescelta messicana che aiuta Ken e Matt. Si prende una cotta per Ken e successivamente anche per Stingmon. Ha Gotsumon come Digimon partner e questo può digievolvere in Monochromon. È una dei pochi Digiprescelti non protagonisti ad avere un processo digievolutivo per il proprio Digimon come gli otto Digimon della squadra di Adventure.
Digiprescelti messicani senza nomeNon appaiono in alcun episodio, ma la loro esistenza è certa.
Yuri, Laura (Sonya) e AnnaDigiprescelti russi che aiutano Sora e Yolei. I due gruppi non parlano la stessa lingua e sono costretti a intendersi a gesti. Yolei usa le uniche tre parole russe che conosce, (piroshki, borscht e caviar, tutti nomi di cibi) per comunicare. I tre hanno Kuwagamon, Snimon e Unimon come Digimon partner. Il nome di Laura è stato tradotto Lala, Lola o Laura; tuttavia, i tre nomi sono, come per i Digiprescelti degli altri paesi, riferimenti culturali: Yuri, Laura e Anna sono personaggi del romanzo russo "Il dottor Živago".
Digiprescelti siberiani senza nomeOgnuno di essi ha un Frigimon come Digimon partner.
Noriko, Hiroshi, Takashi, KeikoQuattro bambini infettati dal Seme delle Tenebre. Diventano forti e intelligenti, ma allo stesso tempo freddi e insensibili man mano che il Seme si impossessa di loro. Aiutano Oikawa nel suo tentativo di andare a Digiworld, ma finiscono in un'altra dimensione. MaloMyotismon fuoriesce quindi da Oikawa e assorbe il Seme delle Tenebre posto all'interno di ognuno di loro. Quando MaloMyotismon sta per perdere il combattimento, il Digimon si ciba della paura dei bambini per diventare più forte. Davis e il resto della squadra tengono quindi un discorso d'incoraggiamento che rincuora un po' i Digiprescelti, cosa che torna a indebolire MaloMyotismon. Quando i bambini decidono di ascoltare i loro sogni, Hiroshi dice di voler diventare un fumettista, Takashi un giocatore di baseball, Keiko un panettiere e Noriko un'insegnante d'asilo.

### Altri
Prof. FujiamaUn'insegnante della scuola frequentata dai ragazzi. Fa la sua prima apparizione quando Tai e gli altri tornano nel mondo reale dopo la loro prima volta a Digiworld. Nella seconda stagione diventa il responsabile dell'aula computer della scuola, benché ne sappia effettivamente molto poco di computer.
Yutaka, Akira, TakashiGli altri membri della band "Teenage Wolves", il gruppo in cui suona Matt.
Dipendenti dello studio televisivoAlcuni dipendenti che lavorano con il padre di Matt allo studio televisivo della Fuji TV. La maggior parte di loro è senza nome, benché uno di essi venga identificato con il nome di Charlie. Charlie è un fatalista e spesso crede che stia arrivando la fine del mondo. In Digimon Adventure 02, è regista del suo primo documentario, che però non viene mai mandato in onda a causa dello spirito di Wizardmon che pervade i sistemi dello studio televisivo.